# Lucien Desvaux

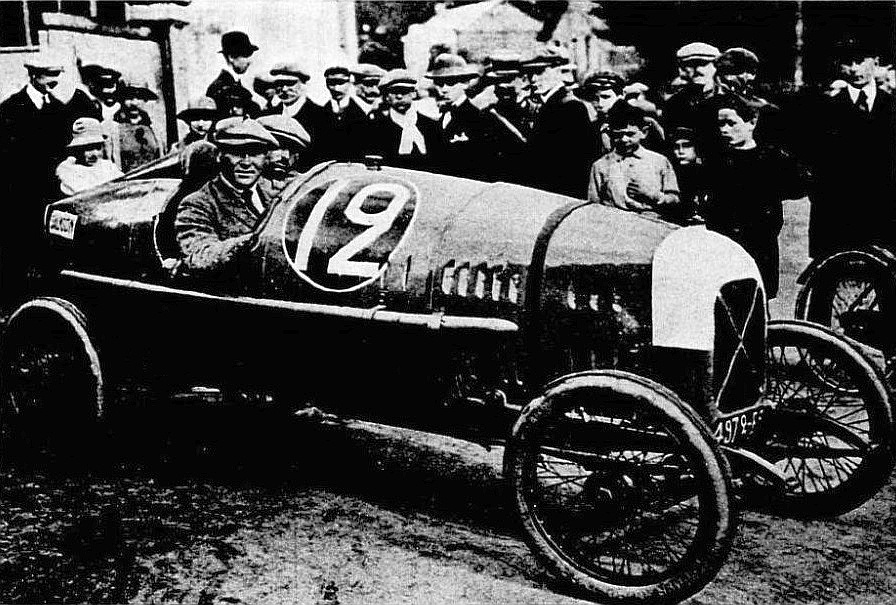
Lucien Desvaux beim Großen Preis von Frankreich 1922

Lucien Louis Charles Desvaux (* 2. Dezember 1894 in Montrouge; † 26. April 1959 in Villeneuve-Saint-Georges) war ein französischer Autorennfahrer.

## Karriere
Lucien Desvaux bestritt in den 1920er-Jahren Sportwagenrennen für Salmson und Lombard. 1923 gewann er auf einem Salmson die Bol d’Or, ein Rennen für Cyclecars in Paris. Den Gesamtsieg musste er sich dabei mit Robert Benoist teilen. 1923 gab es sein Debüt beim 24-Stunden-Rennen von Le Mans und beendete das Rennen als Zwölfter der Gesamtwertung. Seine beste Platzierung in Le Mans erreichte er 1927 mit dem vierten Rang in der Gesamtwertung. 
Auch im Monoposto konnte der Franzose Erfolge erzielen. Beim Großen Preis von Frankreich 1928 wurde er Vierter.

## Statistik

### Le-Mans-Ergebnisse
| Jahr | Team                                           | Fahrzeug                    | Teamkollege    | Platzierung             | Ausfallgrund     |
| ---- | ---------------------------------------------- | --------------------------- | -------------- | ----------------------- | ---------------- |
| 1923 | Société des Moteurs Salmson                    | Salmson VAL3                | Georges Casse  | Rang 12 und Klassensieg |                  |
| 1925 | Grand Garage Saint-Didier Paris                | Chrysler 70 six             | Henri Stoffel  | nicht klassiert         |                  |
| 1927 | Société des Construction Automobile Parisienne | S.C.A.P. Type O             | Fernand Vallon | Rang 4                  |                  |
| 1928 | Automobiles Lombard SA                         | Lombard AL3 Grand Air Sport | Pierre Goutte  | Rang 13                 |                  |
| 1929 | Bollack, Netter et Cie                         | B.N.C. Acacias              | Auguste Caralp | Ausfall                 | Kraftübertragung |